# Platyspermum grandiflorum
Platyspermum grandiflorum är en flockblommig växtart som beskrevs av Auguste Nicolas Pomel. Platyspermum grandiflorum ingår i släktet Platyspermum och familjen flockblommiga växter. Inga underarter finns listade i Catalogue of Life.